# Дексамен
Дексаме́н (дав.-гр. Δεξαμενός — «гостинний») — персонаж давньогрецької міфології, кентавр, син Ойкея, оленський цар. Батько Фероніки, Ферефони, Мнесімахи (або Іпполіти), ймовірно Деяніри.
Дочок-близнючок Фероніку і Ферефону він видав заміж за близнюків Моліонідамів — Ктеата і Евріта, а Мнесімаху пообіцяв Азану, сину Аркада. Але кентавр Еврітіон зажадав руки Мнесімахи. Тоді Дексамен, який побоявся відмовити Еврітіону, попросив свого друга Геракла втрутитися. Геракл врятував Мнесімаху від вимушеного шлюбу, убивши Еврітіона.
Дексамен є персонажем трагедій Іофонта і Клеофонта «Дексамен».